# Welcome To Our Neighborhood
Welcome to Our Neighborhood е DVD на деветчленната група Слипнот, разглеждащо ранния период на групата. Състои се от серия интервюта и три клипа между тях. Първоначално е пуснато във видео формат, но после е преиздадено в DVD формат през 2003, последвайки Disasterpieces. Съдържа клиповете на „Wait and Bleed“ и „Spit It Out“ песни от първия албум. Интервютата с групата са заснети в Де Мойн, Айова т.е. родния град на Слипнот. Кадрите показват визията и характера на групата в чист вид. По това време Слипнот поддържат имиджа на умопобъркани изверги.